# Gersemia clavata
Gersemia clavata is een zachte koraalsoort uit de familie Nephtheidae. De koraalsoort komt uit het geslacht Gersemia. Gersemia clavata werd in 1887 voor het eerst wetenschappelijk beschreven door Danielssen. 